# وليامز رييس
وليامز رييس (بالإسبانية: Williams Reyes)‏ (30 أكتوبر 1976 في هندوراس - ) هو لاعب كرة قدم سلفادوري وهندوراسي في مركز الهجوم. شارك مع منتخب السلفادور لكرة القدم. أما مع النوادي، فقد لعب مع نادي سانتانيكوس أسوشيتد وإيسيدرو ميتابان ‏ وC.D. Dragón ‏ ونادي لويس أنخيل فيربو وDeportes Savio F.C. ‏ ونادي أكويلا.

## وصلات خارجية
- وليامز رييس على موقع الاتحاد الدولي (مؤرشف)  (الإنجليزية)
- وليامز رييس على موقع قاعدة بيانات كرة القدم.إي يو (الإنجليزية)
- وليامز رييس على موقع ناشيونال فوتبول تيمز (الإنجليزية)
- وليامز رييس على موقع Soccerway.com (الإنجليزية)